# Jeff Piccard
Pour les articles homonymes, voir Piccard.
 Jeff Piccard, né le 16 décembre 1976, est un skieur alpin et entraîneur français, spécialiste du slalom géant.

## Biographie
Il est originaire des Saisies et appartient à la grande famille du ski des Piccard. Il est le frère de Franck (champion olympique de Super G), John, Ian, Leila et Ted Piccard.
En 1995, il monte sur le podium des Championnats du Monde Juniors en prenant la 3e place du slalom géant à Voss.
En Coupe du Monde, il réalise 3 tops-15 et son meilleur résultat est la 11e place du slalom géant de Park City en 1996 pour sa première participation.
Il participe aux Championnats du Monde de ski, en 2001 à Saint-Anton. 
Il est vice-champion de France de slalom géant en 1998 à Serre-Chevalier derrière Joël Chenal et devant Frédéric Covili.
Il réalise d'excellentes performances en Coupe d'Europe avec 26 tops-10 dont 8 podiums et 2 victoires dont la descente de Mégève en 1998 et le Super G de Piancavallo en 2001. Il y prend la 5e place du classement général en 1998 et la 6e place en 1997.
Il est entraîneur des équipes de France de ski pendant 8 ans, de 2011 à 2019.
Depuis 2020 il est entraîneur pour les équipes de France Handiski et formateur pour la FFS. Il entraîne également à l'international, notamment les équipes australiennes à l'occasion des Jeux olympiques de Turin, une académie canadienne ou de jeunes skieurs finlandais.

## Palmarès

### Coupe du monde
- Meilleur classement général : 82e en 2001[7].
- Meilleur classement du slalom géant : 28e en 2002[7].
- 3 Tops-15[8].

#### Classements
| Saison / Épreuve | Saison / Épreuve | Général | Général | Slalom géant | Slalom géant | Super G | Super G |
| ---------------- | ---------------- | ------- | ------- | ------------ | ------------ | ------- | ------- |
| Saison / Épreuve | Saison / Épreuve | Class.  | Points  | Class.       | Points       | Class.  | Points  |
| 1996-1997        | 1996-1997        | 102e    | 24      | 33e          | 24           | -       | -       |
| 1997-1998        | 1997-1998        | 133e    | 5       | 51e          | 5            | -       | -       |
| 1998-1999        | 1998-1999        | 123e    | 9       | -            | -            | 41e     | 9       |
| 1999-2000        | 1999-2000        | 128e    | 5       | 50e          | 5            | -       | -       |
| 2000-2001        | 2000-2001        | 82e     | 57      | 30e          | 57           | -       | -       |
| 2001-2002        | 2001-2002        | 91e     | 41      | 28e          | 37           | 44e     | 4       |
| 2002-2003        | 2002-2003        | 113e    | 22      | 43e          | 22           | -       | -       |
| 2003-2004        | 2003-2004        | 114e    | 17      | 43e          | 17           | -       | -       |

### Championnats du monde junior
| Épreuve / Édition  | Descente | Slalom géant |
| Mondiaux 1995 Voss | 18e      | Bronze       |

### Championnats de France
En 1998, il est vice-champion de France de slalom géant à Serre-Chevalier.
En 2004 il prend la 3e place des championnats de France de slalom géant à Flaine.
En 1998 et en 2003 il prend la 3e place des championnats de France de super G à Serre-Chevalier et aux Menuires.

### Coupe d'Europe
- Meilleur classement général : 5e en 1998[9].
- Meilleur classement du slalom géant : 5e en 1998[9].
- Meilleur classement du super G : 5e en 1997[9].
- Meilleur classement de la descente : 10e en 1998[9].
- 26 top-10[10] dont 8 podiums et 2 victoires[11].

#### Classements
| Saison / Épreuve | Saison / Épreuve | Général | Général | Descente | Descente | Slalom géant | Slalom géant | Super G | Super G |
| ---------------- | ---------------- | ------- | ------- | -------- | -------- | ------------ | ------------ | ------- | ------- |
| Saison / Épreuve | Saison / Épreuve | Class.  | Points  | Class.   | Points   | Class.       | Points       | Class.  | Points  |
| 1997             | 1997             | 6e      | 439     |          |          | 6e           | 217          | 5e      | 185     |
| 1998             | 1998             | 5e      | 439     | 10e      | 158      | 5e           | 253          |         |         |
| 1999             | 1999             | 18e     | 258     | 29e      | 30       | 9e           | 211          | 46e     | 17      |
| 2000             | 2000             | 52e     | 145     | -        | -        | 25e          | 89           | 30e     | 56      |
| 2001             | 2001             | 11e     | 451     | 62e      | 9        | 8e           | 267          | 6e      | 175     |
| 2002             | 2002             | 83e     | 89      | 67e      | 8        | 43e          | 39           | 30e     | 42      |
| 2003             | 2003             | 63e     | 113     | -        | -        | 18e          | 113          | -       | -       |